# Cerobertina
Cerobertina es un género de foraminífero bentónico de la subfamilia Alliatininae, de la familia Robertinidae, de la superfamilia Robertinoidea, del suborden Robertinina y del orden Robertinida. Su especie tipo es Cerobertina bartrumi. Su rango cronoestratigráfico abarca desde el Ypresiense (Eoceno inferior) hasta la Actualidad.

## Clasificación
Cerobertina incluye a las siguientes especies:
- Cerobertina bartrumi
- Cerobertina crepidula
- Cerobertina kakahoica
- Cerobertina mahoenuica
- Cerobertina tenuis